# Ascobolus minutus
Ascobolus minutus är en svampart som beskrevs av Boud. 1888. Ascobolus minutus ingår i släktet Ascobolus och familjen Ascobolaceae.   Inga underarter finns listade i Catalogue of Life.